# Séamus Keely
Séamus P. Keely (28 décembre 1889 - 20 mars 1974) est un homme politique irlandais du Fianna Fáil. Il est élu au Dáil Éireann en tant que Teachta Dála (député) Fianna Fáil pour la circonscription de Galway lors des élections générales de 1933. Il n'est pas candidat pour les élections générales de 1937.